# Cheick Oumar Konaté
Cheick Oumar Konaté (* 2. April 2004 in Bamoko) ist ein malischer Fußballspieler, der bei Clermont Foot in der Ligue 1 spielt.

## Karriere
Konaté begann seine fußballerische Ausbildung in seiner Geburtsstadt Bamako bei der Jugendakademie JMG Bamako. Im Oktober 2022 wechselte er nach Frankreich zu Clermont Foot. Dort kam er zunächst für die zweite Mannschaft in der National 3 zum Einsatz. Am 19. Februar 2023 (24. Spieltag) debütierte er bei einer 0:2-Niederlage gegen Stade Rennes in der Ligue 1 für die Profis über 90 Minuten.